# Nuoto ai XVI Giochi del Mediterraneo - 800 metri stile libero femminili

## Record
Prima di questa competizione, il record del mondo (WR) e il record dei Giochi del Mediterraneo (GR) erano i seguenti:
|    | 8'14"10 | Rebecca Adlington Regno Unito | 16 agosto 2008 Pechino, Cina |
| GR | 8'37"09 | Cristina Sossi Italia         | 2 luglio 1991 Atene, Grecia  |

Durante l'evento il record dei Giochi è stato migliorato sia durante lo svolgimento delle batterie che in finale:
| Data      | Evento      | Atleta                  | Nazione | Tempo   | Record |
| --------- | ----------- | ----------------------- | ------- | ------- | ------ |
| 29 giugno | 1ª batteria | Erika Villaécija García | Spagna  | 8'35"79 | GR     |
| 29 giugno | 2ª batteria | Alessia Filippi         | Italia  | 8'25"27 | GR     |
| 30 giugno | Finale      | Alessia Filippi         | Italia  | 8'20"78 | GR     |

## Batterie
Lunedì 29 giugno, alle ore 11:15 CEST, si sono svolte 2 batterie di qualificazione.
| #  | Batteria | Corsia | Atleta                        | Nazionalità | Tempo   | Note |
| -- | -------- | ------ | ----------------------------- | ----------- | ------- | ---- |
| 1  | 2        | 4      | Alessia Filippi               | Italia      | 8'25"27 | GR   |
| 2  | 2        | 5      | Ophélie-Cyrielle Étienne      | Francia     | 8'34"83 | Q    |
| 3  | 1        | 4      | Erika Villaécija García       | Spagna      | 8'35"79 | GR   |
| 4  | 1        | 2      | Nina Cesar                    | Slovenia    | 8'37"59 | Q    |
| 5  | 1        | 6      | Martina Rita Caramignoli      | Italia      | 8'42"18 | Q    |
| 6  | 2        | 3      | Margaux Fabre                 | Francia     | 8'45"82 | Q    |
| 7  | 2        | 2      | Eleftheria-Evgenia Efstathiou | Grecia      | 8'47"53 | Q    |
| 8  | 1        | 3      | Arantxa Ramos Plasencia       | Spagna      | 8'53"27 |      |
| 9  | 2        | 6      | Nika Karlina Petric           | Slovenia    | 8'54"17 |      |
| 10 | 1        | 7      | Yesim Giresunlu               | Turchia     | 8'56"33 |      |
| 11 | 2        | 7      | Kalliopi Araouzou             | Grecia      | 8'58"32 | Q    |

## Finale
La gara, che si svolge il 30 giugno alle ore 18:52 CEST, viene vinta da Alessia Filippi che stabilisce il nuovo record dei Giochi con il tempo di 8'20"78.
| Posizione | Corsia | Atleta                        | Paese    | Tempo   | Note |
| --------- | ------ | ----------------------------- | -------- | ------- | ---- |
|           | 4      | Alessia Filippi               | Italia   | 8'20"78 | GR   |
|           | 6      | Nina Cesar                    | Slovenia | 8'31"26 |      |
|           | 5      | Ophélie-Cyrielle Étienne      | Francia  | 8'32"38 |      |
| 4         | 3      | Erika Villaécija García       | Spagna   | 8'36"12 |      |
| 5         | 2      | Martina Rita Caramignoli      | Italia   | 8'39"40 |      |
| 6         | 1      | Eleftheria-Evgenia Efstathiou | Grecia   | 8'54"39 |      |
| 7         | 8      | Kalliopi Araouzou             | Grecia   | 9'02"38 |      |
| DNS       | 7      | Margaux Fabre                 | Francia  |         |      |